# Isidor Zotta
Isidor Zotta (16. února 1834 Černovice – 25. srpna 1888 Suceava) byl rakouský soudce a politik z Bukoviny, koncem 19. století poslanec Říšské rady.

## Biografie
Profesí byl prezidentem krajského soudu v Suceavě.
Působil i jako poslanec Říšské rady (celostátního parlamentu Předlitavska), kam usedl v doplňovacích volbách roku 1886 za kurii venkovských obcí v Bukovině, obvod Suceava, Rădăuți atd. poté, co na mandát rezignoval Siegmund Conrad von Eybesfeld. Slib složil 28. ledna 1886. V parlamentu zasedal až do své smrti roku 1888, pak ho nahradil Kornel Kossowicz. Ve volebním období 1885–1891 se uvádí jako rytíř Isidor von Zotta, prezident c. k. krajského soudu, bytem Suceava.
Na Říšské radě se v roce 1887 uvádí coby člen konzervativního a federalistického Hohenwartova klubu.
Zemřel v srpnu 1888.